# Berlingske Nyhedsmagasin
Berlingske Nyhedsmagasin var et dansk erhvervsmagasin, der blev udgivet af Berlingske Media. Magasinet, der udkom 40 fredage årligt, havde et oplag på 9.460 eksemplarer, men havde i samme periode 93.000 læsere.
Magasinet blev grundlagt i 1985 som Børsens Nyhedsmagasin og fik sit nuværende navn, da det blev overtaget af Berlingske i 2002, da den hidtidige ejer, Bonnier, havde offentliggjort, at man planlagde at nedlægge magasinet. Magasinet bragte analyser, nyheder og baggrundsstof om virksomheder, erhvervsledere og politik. Magasinet udkom årligt med et guldnummer helliget de største virksomheder i Danmark, ligesom man også kårede Danmarks mest magtfulde personer en gang årligt.
Magasinet blev fra og med december 2011 nedlagt som et separat magasin og er herefter en sektion i Berlingske kaldet Business, som ugentligt indstik og i avisens internetudgave. Det har i øvrigt samme indhold, som Berlingske Nyhedsmagasin havde.